# Lernamerdz
Lernamerdz – wieś w Armenii, w prowincji Armawir. W 2011 roku liczyła 384 mieszkańców.